# Radiodonor
«Radiodonor» — студійний альбом українського гурту «Табула Раса», виданий у 1994 році.

## Композиції
1. Шейк «Шей, шей»
2. Игра в кубики-1
3. Именины полковника
4. Любимая машина
5. Садовник
6. Христианская весна
7. Орден
8. Семен Раскольников
9. Радиодонор
10. Наблюдение за игрой в карты
11. Игра в кубики

## Над альбомом працювали
- Олег Лапоногов — гітара, вокал
- Олег Барабаш — клавішні, бас
- Едуард Коссе — барабани, вокал